# Луго
Луго (шп. Lugo; гал. Lugo) град је у северозападној Шпанији, и главни је град истоимене покрајине Луго у аутономној заједници Галисија. Лежи на реци Мињо, и окружен је старим, не много високим планинама на надморској висини од 465 m.
Град је основан између 26. и 12. године п. н. е. Основао га је легат цезара Августа, Пауло Фабио Максимо, који је у част римског цара град крстио као Лукус Августи (лат. Lucus Augusti; латинска реч лукус значи „јасан“ или „света шума“, према различитим ауторима). Град је основан на месту старог војног логора који је ту постојао од пре Пунских ратова. Луго је најстарији главни град Галисије.

## Становништво
Према процени, у граду је 2008. живело 95.416 становника.

| 1981.  | 1989.  | 1991.  | 2001.  | 2002.  |
| ------ | ------ | ------ | ------ | ------ |
| 73.986 | 83.242 | 87.605 | 88.414 | 88.414 |

## Партнерски градови
- Yokneam Illit
- Ферол
- Динан
- Вијана до Кастело
- Ћинхуангдао